# Calle Colón (Palma de Mallorca)
La calle Colón (Carrer Colom en catalán) es una calle situada en la ciudad de Palma de Mallorca, capital de las Islas Baleares, en España.

## Descripción
Lleva el nombre de Colón en honor al navegante Cristóbal Colón, aunque originariamente hacia referencia a Joanot Colom, uno de los dirigentes de la rebelión de las Germanías en la isla de Mallorca. La calle está situada en el Distrito Centro de la ciudad y conecta la Plaza de Cort, donde se encuentra el ayuntamiento de la ciudad, con la plaza Mayor. Su tipología arquitectónica se compone de edificios de estilo regionalista y modernista, entre los que destaca el Edificio El Águila. Estos edificios están compuestos en su mayoría por comercios en los bajos y viviendas en las plantas superiores. La vía tiene una longitud total de 200 metros.